# Hrvatski nogometni kup 2018-2019 (tabellini)
Questa voce raccoglie un approfondimento sulle gare dei turni eliminatori dell'edizione 2018-2019 della Coppa di Croazia di calcio.

## Turno preliminare
| Arbitro: | Marino Majstrović (Spalato) |

|                                                   |           |                     |
| Marko Colić 67’ Ivan Jović 74’ Nikola Jurišić 90’ | Marcatori | 21’ Santino Jurišić |

| Arbitro: | Ante Čuljak (Zagabria) |

|  |           |                                                       |
|  | Marcatori | 45+2’ Robert Brdar 54’ Nikola Totić 83’ Paolo Gibičar |

| Arbitro: | Vedran Jelenčić (Kastav) |

|                                                           |           |                     |
| Deni Rubčić 23’ Ivan Vukelić 30’, 90+3’ Ivan Jasprica 87’ | Marcatori | 4’ Martin Šumanovac |

| Arbitro: | Andrej Burilo (Osijek) |

|  |           |                                                        |
|  | Marcatori | 11’ Mario Sačer 65’ Domagoj Drožđek 70’ Matija Kolarić |

| Arbitro: | Matej Horvat (Zagabria) |

|                                  |           |  |
| Ante Kulji 3’ Jakov Klopotan 39’ | Marcatori |  |

| Arbitro: | Marko Cestarić (Sisak) |

|  |                      |  |
|  | Tiri di rigore 3 – 4 |  |

| Arbitro: | Goran Pečarić (Zagabria) |

|                     |           |                                         |
| Vjekoslav Kolar 45’ | Marcatori | 55’ Mario Marović 56’, 90+2’ Toni Katić |

| Arbitro: | Ivan Matić (Osijek) |

|                                                                                                  |           |  |
| Jan Marcijuš 60’ Kruno Cvetković 75’ (aut.) Nino Patafta 81’ Elvis Sabol 83’ Mario Munivrana 85’ | Marcatori |  |

| Arbitro: | Ivan Čužić (Velika Gorica) |

|                                         |           |                                               |
| Dejan Slunjski 50’ Boris Martinović 53’ | Marcatori | 39’, 43’, 75’ Filip Bungić 59’ Ivan Kašljević |

| Arbitro: | Jakov Titlić (Ervazza) |

|                            |           |  |
| Patrik Šantalab 47’ (aut.) | Marcatori |  |

| Arbitro: | Tino Krečak (Velika Gorica) |

|                         |           |  |
| Franjo Jaković 50’, 70’ | Marcatori |  |

| Arbitro: | Zdenko Lovrić (Đakovo) |

|                        |           |  |
| Tomislav Ognjenčić 65’ | Marcatori |  |

| Arbitro: | Josip Lučić (Vinkovci) |

|                            |           |                                                  |
| Ivan Ibriks 50’ (rig.) 83’ | Marcatori | 30’ Tomislav Marelja 53’ 108’ (rig.) Marko Muhar |

| Arbitro: | Ivan Župan (Bjelovar) |

|                               |           |                                  |
| Marijan Mihaljević 67’ (rig.) | Marcatori | 16’ Arjan Rexhepi 52’ Ivan Jolić |

| Arbitro: | Tomislav Bionda (Zaprešić) |

| |           |  |
| Matija Smrekar 1’ 7’ (rig.) 41’, 43’, 67’ Matej Hoić 77’, 82’ Mihael Turniški 84’ Matija Majcenić 89’ | Marcatori |  |

| Arbitro: | Dario Kulušić (Sebenico) |

|                         |           |                                       |
| Kristijan Sušilović 45’ | Marcatori | 55’ Marko Čanić 70’ Almedin Bundavica |

## Sedicesimi di finale
| Arbitro: | Marko Cestarić (Sisak) |

|  |           |                                       |
|  | Marcatori | 5’, 40’ Ivan Mamut 81’ Goodness Ajayi |

| Arbitro: | Goran Pečarić (Zagabria) |

|  |           |                                                         |
|  | Marcatori | 35’ Marko Pervan 55’ Karlo Kamenar 88’ Tomislav Štrkalj |

| Arbitro: | Ivan Vučković (Zagabria) |

|  |           |                                           |
|  | Marcatori | 46’ Krystian Nowak 58’ Rodrigue Bongongui |

| Arbitro: | Ivan Matić (Osijek) |

|                                                                |           |                                                                                        |
| Žan Drahotuski 44’ Dino Brajković 45+1’ Ivan Plum 90+3’ (rig.) | Marcatori | 6’ (rig.) 17’ Vlatko Blažević 14’ Kristijan Jurić 105’ Ivan Lepinjica 118’ Josip Majić |

| Arbitro: | Zvonimir Sinovčić (Novigrad) |

|                                          |           |                       |
| Mihovil Šutalo 14’, 57’ Goran Barbir 53’ | Marcatori | 83’ Ivo Antonio Kralj |

| Arbitro: | Ivan Župan (Bjelovar) |

|                                                        |           |  |
| Mujo Tarić 39’ (aut.) Marin Begić 71’ Hrvoje Mišić 81’ | Marcatori |  |

| Arbitro: | Tomislav Bionda (Zaprešić) |

|                                    |                      |                                 |
| Lucijan Tomac 35’ Ivan Vukelić 41’ | Marcatori            | 7’ Luka Celić 9’ Ivan Antunović |
|                                    | Tiri di rigore 2 – 4 |                                 |

| Arbitro: | Ante Čuljak (Zagabria) |

|  |           | |
|  | Marcatori | 18’, 29’, 75’, 80’, 87’ Antonio Čolak 35’ Denis Bušnja 40’ Domagoj Pavičić 43’, 89’ Dario Čanađija |

| Arbitro: | Marin Vidulin (Canfanaro) |

|                  |           |  |
| Robert Brdar 38’ | Marcatori |  |

| Arbitro: | Mario Matoc (Zaprešić) |

|  |           |                                             |
|  | Marcatori | 49’ Bassel Jradi 67’ (rig.) Said Ahmed Said |

| Arbitro: | Josip Lučić (Vinkovci) |

|  |           |                                                                      |
|  | Marcatori | 14’ (rig.) 90’ Igor Prijić 24’ Andrea Ottochian 68’ Marko Bjelanović |

| Arbitro: | Jakov Titlić (Ervazza) |

|  |           |                   |
|  | Marcatori | 10’ Toni Datković |

| Arbitro: | Dario Kulušić (Sebenico) |

|  |           |                          |
|  | Marcatori | 79’ (rig.) Mario Budimir |

| Arbitro: | Dario Bel (Osijek) |

|                                      |           |                                                           |
| Filip Bungić 82’ Marko Filipović 85’ | Marcatori | 56’, 90+3’ Antonio Ivančić 63’ Moha Traoré 73’ Arona Sané |

| Arbitro: | Andrej Burilo (Osijek) |

|                                            |           |  |
| Hrvoje Skupnjak 57’ Juan Manuel Saez 90+2’ | Marcatori |  |

| Arbitro: | Zdenko Lovrić (Đakovo) |

|                                     |           |  |
| Josip Brezovec 9’ Dejan Glavica 34’ | Marcatori |  |

## Ottavi di finale
| Arbitro: | Marin Vidulin (Canfanaro) |

|                    |           |                                       |
| Vlatko Blažević 2’ | Marcatori | 22’ Uzuni 45’ Krstanović 56’ Datković |

| Arbitro: | Fran Jović (Zagabria) |

|                              |           |                  |
| Goodness Ajayi 38’ Ćulum 53’ | Marcatori | 39’ Ramón Miérez |

| Arbitro: | Ivan Župan (Bjelovar) |

|  |           |                     |
|  | Marcatori | 60’ Bruno Bogojević |

| Arbitro: | Tomislav Bionda (Zaprešić) |

|                           |           |                                                                                |
| Robert Brdar 45+2’ (rig.) | Marcatori | 5’ (rig.) Marić 40’ Haris Hajradinović 42’, 82’ Marko Dugandžić 61’ Marin Pilj |

| Arbitro: | Marko Cestarić (Sisak) |

|                                                                   |           |                                                    |
| Filip Šćrbec 14’ Igor Prijić 18’, 59’ (rig.) Marko Bjelanović 61’ | Marcatori | 42’ (rig.) Dino Primorac 86’ (rig.) Mihovil Šutalo |

| Arbitro: | Zdenko Lovrić (Đakovo) |

|  |           |                                                           |
|  | Marcatori | 45’ Gavranović 81’ Bruno Petković 87’, 89’ Damian Kądzior |

| Arbitro: | Dalibor Mlakar (Zagabria) |

|                            |           |                                       |
| Mirko Ivanovski 13’ (aut.) | Marcatori | 87’ Said Ahmed Said 119’ Stanko Jurić |

| Arbitro: | Ivan Vučković (Zagabria) |

|                |           |                                     |
| Leon Benko 27’ | Marcatori | 4’ Jakov Puljić 90+3’ Antonio Čolak |

## Quarti di finale
| Arbitro: | Ivan Vučković (Zagabria) |

|                                                     |           |  |
| Komnen Andrić 12’ Karlo Muhar 22’ Antonio Bosec 76’ | Marcatori |  |

| Arbitro: | Damir Batinić (Osijek) |

|                    |           |                                |
| Dejan Radonjić 19’ | Marcatori | 54’ Héber 65’ Alexander Gorgon |

| Arbitro: | Igor Pajač (Sveti Ivan Zelina) |

|                                    |           |                  |
| Petar Bočkaj 27’ Ezekiel Henty 39’ | Marcatori | 64’ Ádám Gyurcsó |

| Arbitro: | Tihomir Pejin (Donji Miholjac) |

|                  |           |  |
| Mislav Oršić 22’ | Marcatori |  |

## Semifinali
| Arbitro: | Ivan Bebek (Fiume) |

|                               |           |  |
| Dani Olmo 18’ Ivan Šunjić 90’ | Marcatori |  |

| Arbitro: | Mario Zebec (Cestica) |

|                      |           |                                     |
| Josip Brezovec 90+1’ | Marcatori | 30’ Robert Murić 86’ Stjepan Lončar |